# 高斯號
高斯號（德語：Gauss）是一艘在德國建造用於南極探險的船隻，船名來自於德國著名數學家、物理學家卡爾·弗里德里希·高斯。

## 建造
高斯號於德國基爾霍華德施維克-德意志造船廠建造，費用為500,000德國馬克。1901年4月2日下水，它仿自於弗里喬夫·南森的前桅橫帆三桅船前進號。

## 歷史

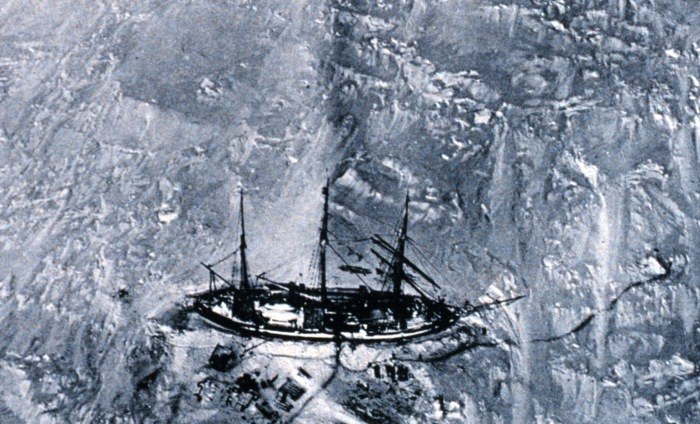
由探空氣球所拍攝浮冰中的高斯號

1901年至1903年，高斯號在埃里希·馮·德里加爾斯基領導的高斯號遠征時期探索了南極地區。1904年初，高斯號被加拿大政府買下並重新命名為北極號。 由約瑟夫·艾爾奇爾·伯尼爾率領此船探索北極群島。1909年7月1日，沒有在加拿大政府的授意下，隨即宣稱所有加拿大東部至西部通往北極點的海域皆為加拿大所有。1925年，此船被廢棄。